# Switłe (obwód wołyński)
Switłe (ukr. Світле, do 1964 roku Iwanówka) – wieś na Ukrainie w rejonie kowelskim obwodu wołyńskiego.
Za II Rzeczypospolitej wieś należała do wiejskiej gminy Wielick w powiecie kowelskim w woj. wołyńskim i liczyła w 1921 roku 247 mieszkańców. W 2019 roku 38 mieszkańców.